# Infernal Overkill
Infernal Overkill debitantski je studijski album njemačkog thrash metal sastava Destruction. Album je objavljen 24. svibnja 1985. godine, a objavila ga je diskografska kuća Steamhammer.
Kao i debitantski albumi kolega iz "teutonske četvroke", Kreatorovog Endless Pain iz 1985., i Sodomovog Obsessed by Cruelty iz 1986. godine, album kombinira elemente thrash metala i tadašnjeg black metala. Iako za razliku od albuma kolega, ovaj je bio bolje prihvaćen među kritičarima.

## Popis pjesama
Tekstovi i glazba: Destruction. 
| 1. | »Invincible Force« | 4:20 |
| 2. | »Death Trap«       | 5:49 |
| 3. | »The Ritual«       | 5:11 |
| 4. | »Tormentor«        | 5:06 |

| Strana B | Strana B                       | Strana B | Strana B | Strana B | Strana B | Strana B | Strana B | Strana B | Strana B |
| Br.      | Skladba                        | Trajanje |          |          |          |          |          |          |          |
| -------- | ------------------------------ | -------- | -------- | -------- | -------- | -------- | -------- | -------- | -------- |
| 5.       | »Bestial Invasion«             | 4:36     |          |          |          |          |          |          |          |
| 6.       | »Thrash Attack« (instrumental) | 2:56     |          |          |          |          |          |          |          |
| 7.       | »Antichrist«                   | 3:44     |          |          |          |          |          |          |          |
| 8.       | »Black Death«                  | 7:39     |          |          |          |          |          |          |          |
| 39:21    |                                |          |          |          |          |          |          |          |          |

## Zasluge
- Mike Sifringer – gitara
- Schmier – bas-gitara, vokali
- Tommy Sandmann – bubnjevi

Ostalo osoblje
- Odeon Zwo Werbeverlag – dizajn
- Udo Linke – omot albuma
- Joachim Peters – fotografija
- Horst Müller – inženjering